# Roemeense presidentsverkiezingen 2014
Op 2 en 16 november 2014 werden presidentsverkiezingen in Roemenië gehouden.
14 kandidaten deden mee aan de eerste ronde. Geen van hen haalde meer dan 50% van de stemmen. Hierdoor was een tweede ronde noodzakelijk. Deelnemers aan de tweede ronde waren Klaus Johannis (30% in de eerste ronde) en de huidige premier Victor Ponta (43% in de eerste ronde). Victor Ponta was al voor de verkiezingen de gedoodverfde favoriet.

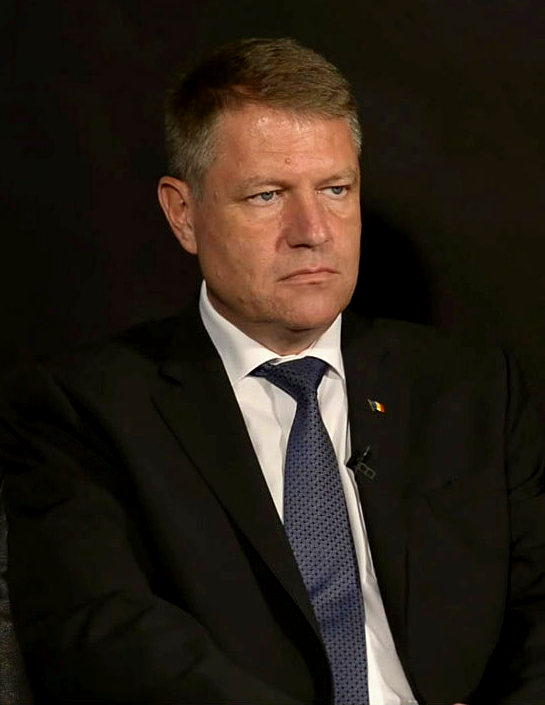
Klaus Johannis
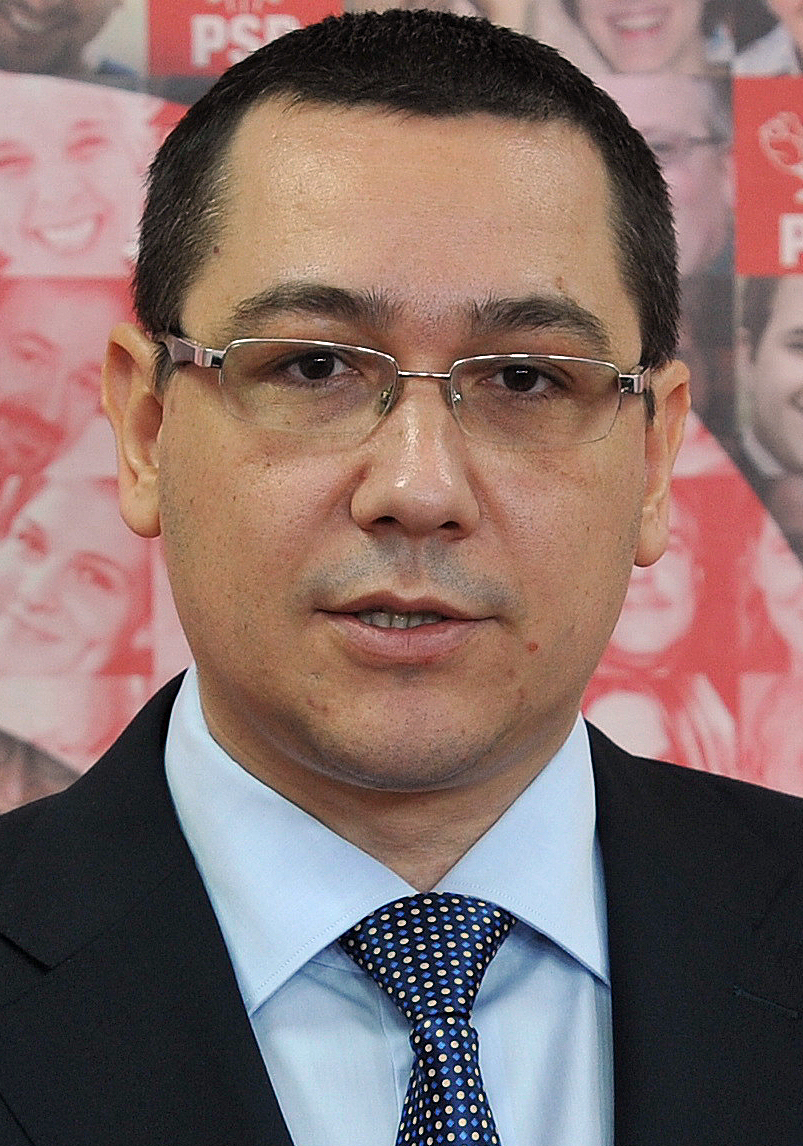
Victor Ponta

In de tweede ronde op 16 november 2014 won Klaus Johannis met bijna 10 procent verschil verrassend van de huidige premier Victor Ponta. Ponta feliciteerde zijn tegenstander, maar gaf aan dat hij niet zou aftreden als premier. Toen Ponta een jaar later als gevolg van grootschalige protesten na een brand in een nachtclub moest aftreden lukte het Johannis om een hem goed gezinde regering onder leiding van Dacian Ciolos door het parlement te laten installeren.
Problemen voor stemmers in het buitenland drukten een stempel op deze verkiezingen. De 3 miljoen Roemenen in het buitenland vormen een belangrijk deel (6-7%) van het totaal aantal kiezers. In beide rondes stonden lange rijen Roemenen urenlang voor ambassades in onder andere München, Turijn en Madrid. 30% van hen had hierdoor in de tweede ronde nog niet gestemd toen de stembussen sloten.
Op 22 december 2014 eindigde de termijn van president Traian Băsescu en werd Johannis officieel benoemd tot president.

## Achtergrond
Artikel 83 van de Roemeense grondwet stelt dat een president wordt verkozen voor een termijn van vijf jaar vanaf het moment dat hij of zij de eed aflegt. Ook mag een president niet meer dan twee termijnen volbrengen. De huidige president Traian Băsescu werd voor zijn tweede termijn geïnaugureerd in 2009. Hij was al sinds 2004 president en was in die tijd tweemaal enige tijd op non-actief gezet nadat er een afzettingsprocedure was ingezet, welke beide mislukten.

## Procedure
- 5 september: Hoge Raad kondigt de samenstelling aan van het Centraal Verkiezings Orgaan (Roemeens: Biroul Electoral Central - BEC). Rechter Veronica Năstasie is aangesteld als voorzitter van de BEC.
- 23 september: laatste dag waarop men zich kandidaat kan stellen
- 3 oktober - 1 november: verkiezingscampagne
- 2 november: 1e kiesronde
- 7 - 15 november: verkiezingscampagne
- 16 november: 2e ronde indien in de eerste ronde er geen kandidaat is die 50%+1 van de stemmen weet te behalen tijdens de eerste ronde

## Kandidaten
Op 23 september 2014 hadden veertien kandidaten zich officieel geregistreerd nadat ze het minimum van 200.000 handtekeningen hadden opgehaald.
| Kandidaat               | Uitslag ronde 1 | Uitslag ronde 2                               | Alliantie                      | Partij                                                        |
| ----------------------- | --------------- | --------------------------------------------- | ------------------------------ | ------------------------------------------------------------- |
|                         |                 |                                               |                                |                                                               |
| Victor Ponta            | 40,44%          | 45,49%                                        | PSD–UNPR–PC Alliantie          | Sociaaldemocratische Partij                                   |
| Victor Ponta            | 40,44%          | 45,49%                                        | PSD–UNPR–PC Alliantie          | Nationale Unie voor de vooruitgang van Roemenië               |
| Victor Ponta            | 40,44%          | 45,49%                                        | PSD–UNPR–PC Alliantie          | Conservatieve Partij                                          |
| Klaus Johannis          | 30,37%          | 54,50%                                        | Christelijk Liberale Alliantie | PNL                                                           |
| Klaus Johannis          | 30,37%          | 54,50%                                        | Christelijk Liberale Alliantie | PDL                                                           |
| Klaus Johannis          | 30,37%          | 54,50%                                        | Christelijk Liberale Alliantie | Burger Kracht                                                 |
| Monica Macovei          | 4,44%           | —                                             | —                              | onafhankelijk                                                 |
| Călin Popescu-Tăriceanu | 5,36%           | —                                             | —                              | onafhankelijk1                                                |
| Elena Udrea             | 5,20%           |                                               | PMP–PNȚCD Alliantie            | Volksbewegingspartij                                          |
| Elena Udrea             | 5,20%           | Nationale Boerenpartij - Christendemocratisch | PMP–PNȚCD Alliantie            |                                                               |
| Dan Diaconescu          | 4,03%           | —                                             | —                              | Volkspartij - Dan Diaconescu                                  |
| Hunor Kelemen           | 3,47%           | —                                             | —                              | Democratische Unie van Hongaren in Roemenië                   |
| Teodor Meleșcanu        | 1,09%           | —                                             | —                              | onafhankelijk (of namens de Sociale Rechtvaardigheids Partij) |
| Gheorghe Funar          | 0,47%           | —                                             | —                              | onafhankelijk2                                                |
| Zsolt Szilágyi          | 0,56%           | —                                             | —                              | Hongaarse Volkspartij van Transsylvanië                       |
| Mirel Mircea Amariței   | 0,08%           | —                                             | —                              | PRODEMO Partij                                                |
| William Brînză          | 0,45            | —                                             | —                              | Roemeense Ecologische Partij                                  |
| Constantin Rotaru       | 0,36%           | —                                             | —                              | Socialistische Alliantie Partij                               |
| Corneliu Vadim Tudor    | 3,68%           | —                                             | —                              | Groot-Roemeniëpartij                                          |

1De Hervormde Liberale Partij waarvan Tăriceanu voorzitter is, kon niet op tijd als partij worden geregistreerd, dus besloot hij zich als onafhankelijk kandidaat te stellen.
2Tussen Corneliu Vadim Tudor en Gheorghe Funar heerst een dispuut over wie de rechtmatige leider van de Groot-Roemeniëpartij. Aangezien Corneliu Vadim Tudor op dit moment geregistreerd staat als officiële leider in het Register van Politieke Partijen bij het Tribunaal van Boekarest, doet Gheorghe Funar mee als onafhankelijke kandidaat.